# Isztimér
Isztimér è un comune dell'Ungheria di 959 abitanti (dati 2008). È situato sul confine nord-occidentale della contea di Fejér.

## Storia
La località viene menzionata per la prima volta in un documento del 1193. Divenne un importante crocevia commerciale fino al 1792 ed i suoi abitanti sono sempre stati in prevalenza di origine germanica.